# Soyou
Kang Ji-hyun (tiếng Hàn: 강지현; sinh ngày 12 tháng 2 năm 1992), thường được biết đến với nghệ danh Soyou (tiếng Hàn: 소유), là một nữ ca sĩ người Hàn Quốc. Cô được biết đến với tư cách là cựu thành viên của nhóm nhạc nữ Hàn Quốc Sistar.

## Tiểu sử
Soyou sinh vào ngày 12 tháng 2 năm 1992, ở đảo Jeju, Hàn Quốc. Trước khi ra mắt, cô là một thợ làm tóc được cấp phép và làm việc trong một tiệm làm tóc. Soyou được biết đến là thực tập sinh của Cube Entertainment, người ban đầu được cho là sẽ ra mắt với tư cách là thành viên của 4Minute. Soyou đã nói rằng cô không được chọn vào nhóm vì cô có quá nhiều thiếu sót và ban đầu được cho là ở vị trí của Sohyun. Thay vào đó, Soyou đã thử giọng cho Starship Entertainment, hát cover "On The Road" của Navi, và sau thời gian thực tập, cô đã ra mắt với tư cách là thành viên của Sistar vào tháng 6 năm 2010. Nhóm đã trở nên nổi tiếng sau khi phát hành bản hit "So Cool" vào năm 2011.

## Sự nghiệp

### 2010–2017: Nhạc phim, hợp tác và Sistar tan rã
Vào tháng 8 năm 2010, Soyou hợp tác với Kan Jongwoo của J2 cho nhạc phim của bộ phim Gloria. Vào tháng 9, cô cũng đã hát nhạc phim cho bộ phim Playful Kiss của MBC. Bài hát có tên "Should I Confess".

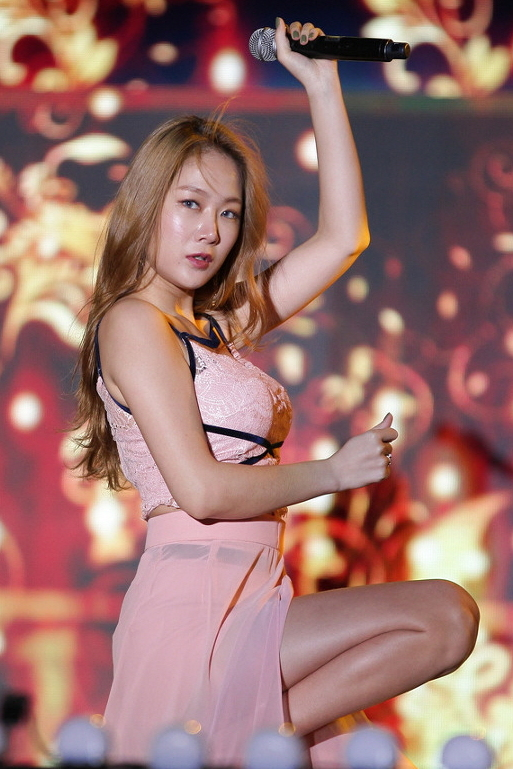
Soyou vào tháng 10 năm 2016.

Vào tháng 11 năm 2012, Soyou đã song ca với bộ đôi hip hop Geeks. Bài hát "Officially Missing You, Too" là bản làm lại từ bài hát cùng tên của Tamia. Nó là một phần trong album dự án của Geeks, Re;Code Episode 1. Cô cũng hợp tác với các đồng nghiệp cùng công ty, K.Will và Jeongmin của Boyfriend, cho dự án hàng năm của Starship Planet, có tên "White Love".
Vào tháng 9 năm 2013, nó đã được tiết lộ rằng Soyou và Mad Clown sẽ phát hành một bản song ca mang tên "Stupid in Love" vào ngày 10.
Vào tháng 2 năm 2014, Soyou và Junggigo đã phát hành một bản song ca mang tên "Some".
Vào tháng 1 năm 2015, nó đã được tiết lộ rằng Soyou, cùng với Lee Honey và Kim Jungmin, sẽ là MC mới của chương trình mẹo làm đẹp Get It Beauty. Tập đầu tiên của MC mới được phát sóng vào ngày 4 tháng 2 năm 2015.
Vào tháng 2 năm 2017, Soyou và Baekhyun đã phát hành một bản song ca mang tên "Rain".
Vào tháng 5 năm 2017, Sistar phát hành đĩa đơn cuối cùng của họ "Lonely". Nhóm đã trình diễn các bản hit mùa hè thành công nhất của họ – "Touch My Body", "Shake It", "Loving U", "I Swear" và cũng là bài hát cuối cùng của họ "Lonely" trên 4 chương trình âm nhạc lớn, trước khi kết thúc lịch trình trên Inkigayo vào ngày 4 tháng 6 năm 2017 và chính thức tan rã.
Vào tháng 8 năm 2017, Soyou được giới thiệu là giọng ca chính trong bài hát "Right?".

### 2017–nay: Ra mắt solo
Sau khi Sistar tan rã vào tháng 6 năm 2017, Soyou ra mắt sự nghiệp solo của mình dưới Starship Entertainment. Cô ấy đã được giới thiệu trong album thứ tư của K.Will, Part.1 Nonfiction, cho bài hát B-side có tên "Let Me Hear You Say", phát hành vào ngày 26 tháng 9. Cô đã phát hành một bài hát hợp tác có tên "Monitor Girl" với Louie của Geeks vào ngày 26 tháng 10, đây là lần hợp tác thứ hai của họ kể từ "Officially Missing You, Too" vào năm 2012. Vào ngày 16 tháng 11, Soyou đã phát hành "I Still" với Sung Si-kyung như bài hát phát hành trước cho album solo sắp tới của cô. Vào ngày 28 tháng 11, Soyou đã được xác nhận sẽ trở thành MC cho một chương trình làm đẹp mới của JTBC mang tên SoyouXHani's Beauty View, bắt đầu phát sóng vào ngày 28 tháng 12. Vào ngày 13 tháng 12, Soyou đã phát hành phần đầu tiên của album solo mang tên Re:Born với đĩa đơn "The Night" có sự góp giọng của bộ đôi rapper Geeks và được sản xuất bởi Primary.
Một năm chín tháng sau lần phát hành cuối cùng, Soyou phát hành "Gotta Go" vào ngày 28 tháng 6 năm 2020. Bài hát là một bài hát theo phong cách vũ trường, reggaeton và được đi kèm với một video âm nhạc, được phát hành thông qua kênh YouTube của Starship Entertainment.
Sau 8 tháng, Starship Entertainment thông báo rằng Soyou đang chuẩn bị cho sự trở lại tiếp theo của cô ấy vào ngày 11 tháng 3 năm 2021. Đĩa đơn mới của Soyou "Good Night My Love" được viết bởi Lee Hyori và sáng tác bởi Babylon.
Vào ngày 8 tháng 9, Soyou quyết định không gia hạn hợp đồng với Starship Entertainment. Sau đó vào ngày 29 tháng 9, Soyou ký hợp đồng với BPM Entertainment.